# Olavsvern
Olavsvern er en tidligere flådebase 14 km syd for byen Tromsø, Norge. Den ligger nær Europavej E8 ved Ramfjordens udmunding i Balsfjorden.

## Historie
Under den kolde krig, ville Norge have en militærbase på den nordlige polarcirkel. En væsentlig del af basen er  sprængt ind i klippen på stedet.

## Nedlæggelse
Basen blev lukket i 2009, og blev af den norske regering  i 2011  sat til salg for 105 millioner norske kroner (17,5 millioner USD),  og senere solgt for 38 millioner kroner til Olavsvern Group Ltd, et selskab, der annoncerede sin formål at bruge basen som vedligeholdelsesbase for olieplatformsrigge og boreudstyr. NATO godkendte salget. 